# 壘指導員
壘指導員是棒球比賽中，由攻擊方球隊所派遣、分別站在一、三壘側的指定區域內，協助教練指導跑壘者的人員。
壘指導員必須遵守兩個條件：
1.穿著該隊球衣
2.必須站在指定區域內，這個區域通常是劃在一、三壘附近的界外區。
壘指導員經常因為需要做出大動作以指導跑壘者是否進壘，常常可能踏出指定區域外，但只要不影響球賽順利進行，都是被允許的。

## 壘指導員的工作
1.向站在打擊區內的打擊者發出指令或暗號，以此傳達總教練下的戰術，如：犧牲觸擊、打帶跑、強迫取分...等。
2.指導壘上的跑壘員進行「進壘」、「回壘」或「滑壘」。
而這兩項任務在比賽過程中佔有很大的重要性。如果壘指導員傳遞戰術有失誤，會造成無謂的出局數而使攻勢中斷；而跑壘者在跑壘的過程中很難一直注意球的飛行路徑以及守備員的傳球意圖，此時就要透過壘指導員觀察對手、做出立即的判斷。
一般來說，職棒隊伍的一、三壘指導員通常由經驗豐富的教練出任，所以也有人稱他們為「一壘指導教練」、「三壘指導教練」。

## 外部連結
- 壘指導員在台灣棒球維基館上的頁面（繁體中文）